# Siły Ghods
Siły Ghods (pers. ‏نیروی قدس‎ – Niru-je Ghods; Ghods – Jerozolima; nazwa tłumaczona w polskiej literaturze także jako siły specjalne Kuds, Al-Kuds, brygada al-Kuds, dywizja al-Kuds, Święte Oddziały) – elitarna jednostka wojskowa prowadząca działania specjalne, część struktury Korpusu Strażników Rewolucji Islamskiej, podlegająca bezpośrednio Najwyższemu Przywódcy Islamskiej Republiki Iranu odpowiedzialna za prowadzenie operacji wojskowych poza granicami Iranu oraz organizowanie, szkolenie i zaopatrywanie islamskich organizacji współpracujących z rządem irańskim. Liczy około 15 tysięcy żołnierzy. Jej dowódcą od 1998 do 3 stycznia 2020 był generał Ghasem Solejmani. Po jego śmierci w amerykańskim ataku nowym dowódcą sił Ghods został Esmail Ghani.

## Cele i zadania
Jednostka została utworzona podczas wojny iracko-irańskiej (niektóre źródła podają rok 1983), jako elitarna jednostka w strukturach Korpusu Strażników Rewolucji Islamskiej licząca od dwóch do pięciu tysięcy żołnierzy. Według niektórych źródeł początkowo jej zadaniem miało być prowadzenie działań przeciwko Izraelowi i stąd jej nazwa. Następnie zadaniem Sił Ghods stało się prowadzenie operacji wojskowych poza granicami Iranu, organizowanie, szkolenie i wspieranie (finansowe i materialne) islamskich organizacji (w tym terrorystycznych) współpracujących stale lub doraźnie z rządem Iranu, prowadzenie nieoficjalnych działań dyplomatycznych i pozyskiwanie tajnych informacji. Na początku XXI wieku służyło w niej kilkanaście tysięcy żołnierzy (podawane są liczby 15 tys., 5–20 tys.).
Siły Ghods działają w ramach siedmiu regionalnych sektorów, obejmujących odpowiednio:
- Irak,
- Autonomię Palestyńską, Jordanię, Liban,
- Afganistan, Pakistan, Indie,
- Półwysep Arabski i Turcję,
- kraje azjatyckie – dawniej części ZSRR,
- Afrykę Północną,
- Zachód (Europa i Ameryka Północna)[8].

Siedzibą dowództwa formacji jest dawna ambasada Stanów Zjednoczonych w Teheranie, przejęta przez Korpus Strażników Rewolucji Islamskiej po rewolucji islamskiej i uwięzieniu personelu ambasady USA. Dowódcą formacji był prawdopodobnie od 1990 roku generał Ahmad Wahidi, którego w 1997 zastąpił generał Ghasem Solejmani. Odpowiada on bezpośrednio przed Najwyższym Przywódcą Iranu, z pominięciem komendanta głównego Korpusu Strażników Rewolucji Islamskiej. Oddziały posiadają również odrębny budżet.

## Historia
Wsparcie Sił Ghods otrzymywał na przestrzeni lat libański Hezbollah. W 1991 roku formacja wspierała powstanie w Iraku przeciwko rządom Saddama Husajna (zakończone klęską), a następnie działalność Najwyższej Rady Rewolucji Islamskiej w Iraku i jej skrzydła zbrojnego: organizacji Badr. W 1992 roku dowódca Sił Ghods Ahmad Wahidi uczestniczył w planowaniu zamachu na ambasadę izraelską i żydowskie centrum kulturalne w Buenos Aires. Jednostka udzielała wsparcia Hamasowi i skierowała grupę kilkuset żołnierzy do walki po stronie bośniackich muzułmanów podczas wojny w Bośni. W Afganistanie popierała Sojusz Północny w walce z talibami. Bezpośrednio po rozpoczęciu amerykańskiej interwencji w Afganistanie przekazała USA dane wywiadowcze dotyczące talibów, jednak wycofała się z dalszych kontaktów, gdy prezydent George W. Bush publicznie zaliczył Iran do osi zła. W kolejnych latach, według USA, Siły Ghods pomagały talibom organizować ataki na żołnierzy amerykańskich i ich sojuszników.

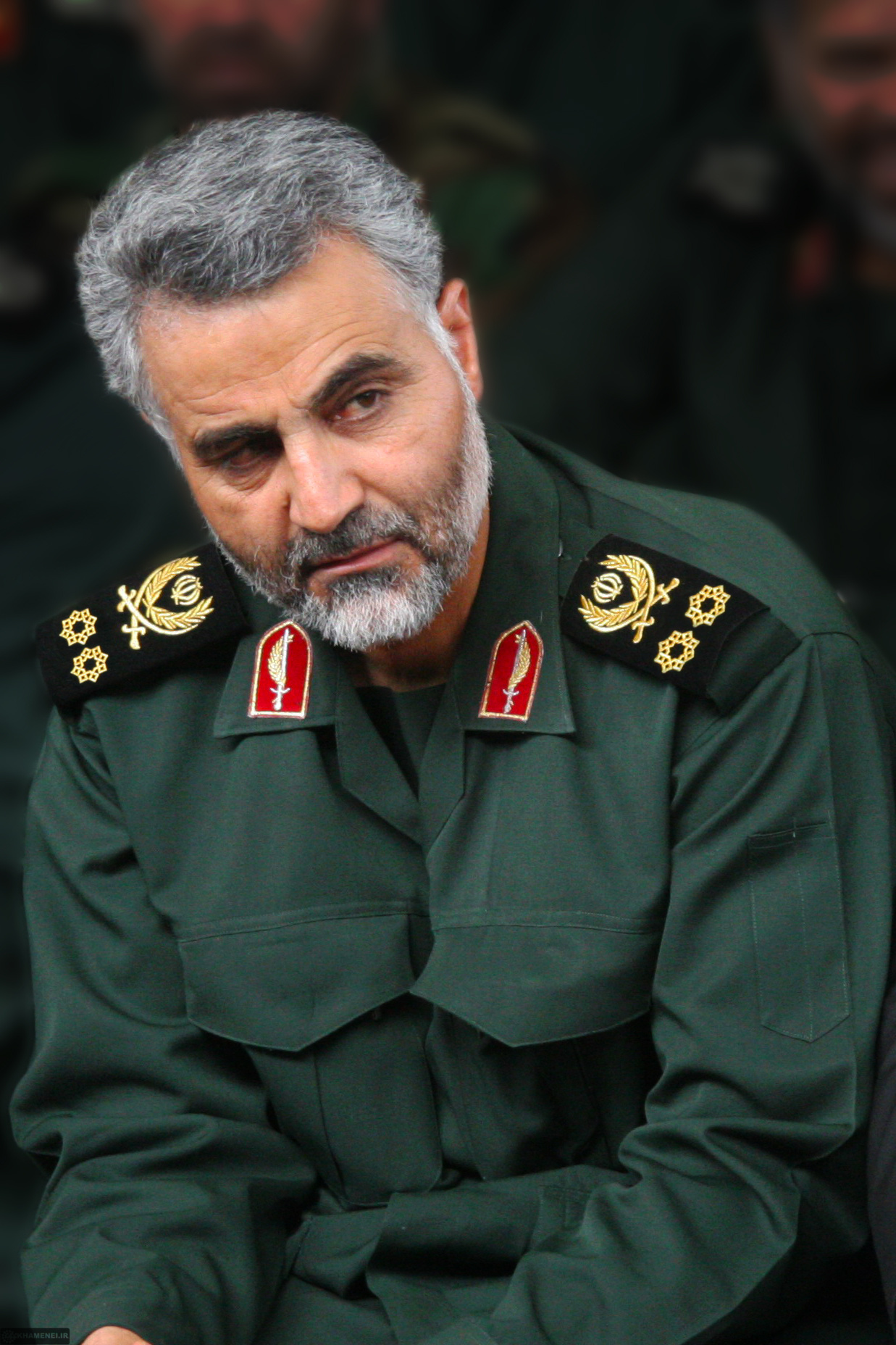
Ghasem Solejmani dowodził Siłami Ghods w latach 1998–2020.

Po wkroczeniu Amerykanów do Iraku w 2003 i obaleniu rządów Saddama Husajna siły Ghods na masową skalę wspierały irackie organizacje zbrojne atakujące Amerykanów, przede wszystkim organizację Badr i inne proirańskie milicje szyickie, ale według niektórych źródeł również dowodzoną przez Muktadę as-Sadra Armię Mahdiego. Udzielały doraźnie pomocy także organizacjom, które atakowały Amerykanów, a nie współpracowały z rządem irańskim, w tym Al-Kaidzie. Jednostka była jednym z narzędzi, za pomocą których Iran zamierzał całkowicie zdominować życie polityczne sąsiedniego kraju. Pod koniec 2006 wojska amerykańskie aresztowały w Iraku dowódców oddziałów sił Ghods w Bagdadzie i w Dubaju oraz szefa operacji i szkoleń formacji Mohsena Czizariego. Amerykańskie Połączone Dowództwo Operacji Specjalnych utworzyło specjalną Jednostkę Operacyjną 17, której celem miało być zwalczanie żołnierzy Ghods w Iraku. Działania te nie pozwoliły na powstrzymanie procesu rozszerzania się wpływów irańskich w Iraku. Dowodzący Siłami Ghods generał Solejmani w 2010 roku faktycznie zdecydował o obsadzie stanowiska premiera Iraku, którym został po raz drugi Nuri al-Maliki.
Od 2007 roku Stany Zjednoczone uważają Siły Ghods (podobnie jak cały Korpus Strażników Rewolucji Islamskiej) za organizację wspierającą terroryzm. Cztery lata później administracja Baracka Obamy oskarżyła siły Ghods o nieudaną próbę zamachu na ambasadora Arabii Saudyjskiej w Waszyngtonie Adila al-Dżubajra.
Siły Ghods brały udział w organizowaniu szyickich i alawickich formacji nieregularnych, które wsparły armię syryjską podczas wojny domowej. Włączenie się irańskich oficerów z generałem Ghasemem Solejmanim na czele w obronę rządu Baszszara al-Asada sprawiło, że wojska syryjskie przestały ponosić same klęski w walkach ze zbrojną opozycją. Wiele operacji, którymi kierował Solejmani, zostało przeprowadzonych przez irańskich oficerów oraz siły Hezbollahu, bez pytania o opinię i zgodę władz syryjskich. Te bowiem były niemal całkowicie uzależnione od militarnego wsparcia Iranu. W 2011 roku w działaniach wojennych w Syrii mogło brać udział nawet 70–80 wyższych oficerów Sił Ghods. Tworzone pod auspicjami Korpusu Strażników Rewolucji Islamskiej milicje miały dopuścić się w Syrii zbrodni wojennych na ludności sunnickiej, traktując je jako odwet za wcześniejsze ataki sunnickich fundamentalistów na alawitów i szyitów. Oddziały te walczyły między innymi pod Aleppo; tam też w październiku 2015 roku zginął generał Hosejn Hamedani, zastępca dowódcy operacyjnego Sił Ghods.
Ghasem Solejmani odegrał decydującą rolę w powstrzymaniu ofensywy Państwa Islamskiego w Iraku latem 2014 roku. Planował m.in. obronę Bagdadu przed siłami ISIS, odbicie Dżurf as-Sachar, odbicie Tikritu z rąk ISIS i przełamanie oblężenia Amirli w irackim Kurdystanie. We wszystkich działaniach brały udział szkolone przez Siły Ghods milicje szyickie.
Siły Ghods zostały uznane za organizację terrorystyczną przez Kanadę i Stany Zjednoczone. Natomiast Arabia Saudyjska i Bahrajn w 2018 r. uznały za taką organizację cały Korpus Strażników Rewolucji Islamskiej, zaś niektórych wyższych oficerów Sił Ghods objęły sankcjami personalnymi.